# 박세영 (시인)
박세영(朴世永, 1902년 7월 7일~1989년 2월 28일)은 한국의 시인이다. 대표적인 작품으로는 조선민주주의인민공화국의 국가인 《애국가》와 《림진강》이 있다.

## 생애
한국의 시인, 경성부 한지면 두모리에서 가난한 선비의 아들로 태어났다. 그의 고향이 1914년 부군면 통폐합으로 고양군에 편입되었다가 나중에 서울로 환원되었기 때문에 고양군 출신으로 소개되기도 한다.
송영과 함께 배재고보에 입학하여 교원 강매, 이중화의 영향을 받아 문학을 하기 시작했다. 3.1운동 당시 송영과 함께 등사신문을 발간해 독립사상을 고취했으며 배재고보 졸업 후 상하이로 갔다. 문학단체 염군사 동인으로 활동하면서 <황포강반>을 발표했고 귀국후에는 1925년 연희전문에 편입하였다. 일제강점기에 카프 문학운동에 참가했으며, 송영과 함께 프롤레타리아 동시를 다수 창작하였다. 1928년에는 고향 고양군에서 교원을 역임했고, 이 경험을 바탕으로 여러 동시, 동극을 발표하였다. 1937년 시집 《산제비》를 펴낸 이후 해방까지 절필하였다. 해방 후 1946년 월북하여 조선문학작가동맹 중앙집행위원장, 북조선문학예술총동맹 출판부장을 역임했고 1947년에 조선민주주의인민공화국의 국가인 〈애국가〉를 작사했다. 한국전쟁 기간에는 종군작가로 참전하여 군무자들의 문예 활동과 창작을 지도하였다. 한국 전쟁 이후에는 요직을 두루 겸하였고, 1955년에는 몽골 방문 경험을 토대로 <몽고방문시초>를 썼다. 1962년에는 그의 대표작인 서사시집 <<밀림의 역사>>를 썼는데, 북한에서 이 작품은 조기천의 <<백두산>>과 함께 북한의 2대 걸작 서사시로 평가받았다.
그가 지은〈림진강〉은 1950년대에 지은 유행가로, 대한민국에 두고온 가족들과 벗들을 그리워하면서 지은 노래인데 가사 내용 중에 남한의 궁핍한 경제상을 북한의 풍족한 협동벌의 모습과 대조시켜 북한 체제의 우월성을 담으려 했다. 이 노래가 남한에서 유행하자, 정부는 이 노래를 부르지 못하도록 탄압하였지만 1990년대에 다시 부를 수 있게 되었다. 재일교포 가수 김연자가 서울에서 진행된 텔레비전 음악회에서〈림진강〉을 노래하여 남한에서도 림진강을 다시 부를 수 있게 된 것이다. 이후 양희은, 김용우, 적우 등이 리메이크하여 불렀으며, 북조선에서는 재일교포 출신의 성악가 조청미가 불렀다. 이 노래는 일본어로 번역되어 일본에서 널리 불렸는데, 2005년 조총련을 주제로 한 일본 영화 박치기의 주제가로 남한에 널리 알려지게 됐다.

## 그 외의 주된 작품
- 평양은 마음의 고향

## 같이 보기
- 조기천
- 장진성
- 김원균

1. ↑  http://uriminzokkiri.com/index.php?ptype=cbooks&stype=0&page=19&mtype=view&no=2607&pn=2%5B깨진+링크(과거+내용+찾기)%5D